# Sleiman Traboulsi
Sleiman Traboulsi, mort le 16 février 2021, est un homme politique et un magistrat libanais.
Président de la Cour des Comptes, il est nommé ministre du Pétrole et des Ressources hydrauliques et électriques au sein du gouvernement de Salim El-Hoss entre 1998 et 2000.